# 阿南安芸自動車道
阿南安芸自動車道（あなんあきじどうしゃどう）は、徳島県阿南市を起点とし高知県安芸市を終点とする地域高規格道路である。1994年12月16日に計画路線に指定。徳島南部自動車道と高知東部自動車道（南国安芸道路）とを繋ぎ、高速道路計画空白地域を補完して「四国8の字ネットワーク」を形成する。略称は阿南安芸道（あなんあきどう）。
高速道路ナンバリングによる路線番号は、徳島南部自動車道・高知東部自動車道とともに「E55」が割り振られている。

## 位置関係
（高松・徳島）← 徳島南部自動車道 - 阿南安芸自動車道 - 高知東部自動車道 - 高知自動車道 →（安芸・高知）

## 路線
- 上側が起点側、下側が終点側。
- 路線名欄の背景色が■である部分については全部または一部が開通の区間を示している。■である部分は供用されていない事を示す。
- 未開通路線の事柄は仮称、未確定である。

| 路線名                                              | 近年の計画路線区分                        | 県                                        | 起点                                      | 終点                                      | 延長距離 | 備考                                             |
| E55 徳島南部自動車道 徳島・大阪方面に接続           | E55 徳島南部自動車道 徳島・大阪方面に接続 | E55 徳島南部自動車道 徳島・大阪方面に接続 | E55 徳島南部自動車道 徳島・大阪方面に接続 | E55 徳島南部自動車道 徳島・大阪方面に接続 | E55 徳島南部自動車道 徳島・大阪方面に接続                                                                                            | E55 徳島南部自動車道 徳島・大阪方面に接続        |
| --------------------------------------------------- | ----------------------------------------- | ----------------------------------------- | ----------------------------------------- | ----------------------------------------- | --- | ------------------------------------------------ |
| 桑野道路                                            | 桑野道路                                  | 徳島県                                    | 阿南市下大野町渡り上り                    | 阿南市内原町桜木                          | 6.5 km | 事業中                                           |
| 福井道路                                            | 福井道路                                  | 徳島県                                    | 阿南市内原町桜木                          | 阿南市福井町小野                          | 9.6 km | 事業中                                           |
| 日和佐道路                                          | 日和佐道路                                | 徳島県                                    | 阿南市福井町小野                          | 海部郡美波町北河内                        | 9.3 km | 全線開通                                         |
| 海部道路                                            | （美波～牟岐）                            | 徳島県                                    | 海部郡美波町北河内                        | 海部郡牟岐町                              | 約14km | 計画区間(計画段階評価へ、調査中)                 |
| 海部道路                                            | （牟岐～海部）                            | 徳島県                                    | 海部郡牟岐町                              | 海部郡海陽町多良                          | 約9km | 2018年（平成30年）11月、都市計画決定済、未事業化 |
| 海部野根道路                                        | 海部野根道路                              | 徳島県                                    | 徳島県海部郡海陽町多良                    | 高知県安芸郡東洋町野根                    | 14.3 km | 事業中                                           |
| 海部野根道路                                        | 海部野根道路                              | 高知県                                    | 徳島県海部郡海陽町多良                    | 高知県安芸郡東洋町野根                    | 14.3 km | 事業中                                           |
| 東洋北川道路                                        | 野根安倉道路                              | 安芸郡東洋町野根                          | 安芸郡北川村安倉                          | 8.5 km                                    | 一般道バイパスとして事業中 |                                                  |
| 北川道路                                            | 北川道路1工区                             | 安芸郡北川村安倉                          | 安芸郡北川村和田                          | 9.0 km                                    | 一般道バイパスとして事業中 和田地区の東隣に位置する小島地区については地すべり災害関連事業として事業化された小島トンネル約1kmが供用中 |                                                  |
| 北川道路                                            | 北川道路2-2工区                           | 安芸郡北川村和田                          | 安芸郡北川村崎山                          | 4.0 km                                    | 一般道バイパスとして事業中 和田トンネル区間が供用中                                                                                  |                                                  |
| 北川奈半利道路                                      | 北川奈半利道路                            | 安芸郡北川村崎山                          | 安芸郡奈半利町芝崎                        | 5.0 km                                    | 全線開通 |                                                  |
|                                                     | 奈半利安芸道路                            | 安芸郡奈半利町芝崎                        | 安芸郡安田町東島                          | 4.0 km                                    | 事業中（奈半利～安田） |                                                  |
|                                                     | 奈半利安芸道路                            | 安芸郡安田町東島                          | 安芸市伊尾木                              | 9.1 km                                    | 事業中（安田～安芸） |                                                  |
| 安芸道路                                            | 安芸道路                                  | 安芸市伊尾木                              | 安芸市馬ノ丁                              | 5.8 km                                    | 事業中 |                                                  |
| E55 高知東部自動車道（南国安芸道路） 高知方面に接続 |                                           |                                           |                                           |                                           | |                                                  |

## インターチェンジなど
- IC番号欄の背景色が■である部分については道路が供用済み、■である部分については施設が供用されていない、または完成していないことを示す。IC名は供用済み区間を除いて全て仮称である。
- BS（バス停留所）のうち、○は運用中、◆は休止中の施設。無印はBSなし。
- （数字）は、他路線の番号。<数字>は、予定番号。
- 英略字は以下の項目を示す。
IC : インターチェンジ、JCT : ジャンクション

| IC 番号                                 | 道路 構造                               | 事業名                                  | 施設名                                  | 接続路線名                                                           | 起点から の距離(km)                     | BS                                      | 備考 | 所在地                                  | 所在地                                  |
| E55 徳島南部自動車道 徳島方面に接続予定 | E55 徳島南部自動車道 徳島方面に接続予定 | E55 徳島南部自動車道 徳島方面に接続予定 | E55 徳島南部自動車道 徳島方面に接続予定 | E55 徳島南部自動車道 徳島方面に接続予定                              | E55 徳島南部自動車道 徳島方面に接続予定 | E55 徳島南部自動車道 徳島方面に接続予定 | E55 徳島南部自動車道 徳島方面に接続予定                                                                                        | E55 徳島南部自動車道 徳島方面に接続予定 | E55 徳島南部自動車道 徳島方面に接続予定 |
| --------------------------------------- | --------------------------------------- | --------------------------------------- | --------------------------------------- | -------------------------------------------------------------------- | --------------------------------------- | --------------------------------------- | --- | --------------------------------------- | --------------------------------------- |
| -                                       | 自専道                                  | 桑野道路                                | 阿南IC                                  | 徳島県道22号阿南勝浦線                                               | 0.0                                     |                                         | 事業中 | 徳島県                                  | 阿南市                                  |
| -                                       | 自専道                                  | 桑野道路                                | 長生IC                                  | 徳島県道24号羽ノ浦福井線                                             |                                         |                                         | 事業中 阿南方面出入口のみのハーフIC                                                                                            | 徳島県                                  | 阿南市                                  |
| -                                       | 自専道                                  | 福井道路                                | 桑野IC                                  | 国道195号                                                            |                                         |                                         | 事業中 | 徳島県                                  | 阿南市                                  |
| -                                       | 自専道                                  | 福井道路                                | 新野IC                                  | 徳島県道24号羽ノ浦福井線                                             |                                         |                                         | 事業中 阿南方面出入口のみのハーフIC                                                                                            | 徳島県                                  | 阿南市                                  |
|                                         | 自専道                                  | 日和佐道路                              | 小野IC                                  | 国道55号（現道）                                                     |                                         |                                         | 安芸方面出入口のみのハーフIC                                                                                                   | 徳島県                                  | 阿南市                                  |
|                                         | 自専道                                  | 日和佐道路                              | 由岐IC                                  | 徳島県道194号由岐港線                                                |                                         |                                         | | 徳島県                                  | 美波町                                  |
|                                         | 自専道                                  | 日和佐道路                              | 日和佐出入口                            | 国道55号（現道）                                                     |                                         |                                         | | 徳島県                                  | 美波町                                  |
| -                                       | 未定                                    | 事業化されていない （美波～牟岐）       | 美波～牟岐                              | 美波～牟岐                                                           | 美波～牟岐                              | 美波～牟岐                              | 調査中 | 徳島県                                  | 美波町                                  |
| -                                       | 未定                                    | 事業化されていない （美波～牟岐）       | 美波～牟岐                              | 美波～牟岐                                                           | 美波～牟岐                              | 美波～牟岐                              | 調査中 | 徳島県                                  | 牟岐町                                  |
| -                                       | 自専道                                  | （内妻海部道路） （牟岐～海部）         | 内妻IC                                  | 国道55号（現道）                                                     |                                         |                                         | 都市計画決定済 | 徳島県                                  | 牟岐町                                  |
| -                                       | 自専道                                  | （内妻海部道路） （牟岐～海部）         | 浅川IC                                  | 国道55号（現道）                                                     |                                         |                                         | 都市計画決定済 | 徳島県                                  | 海陽町                                  |
| -                                       | 自専道                                  | 海部野根道路                            | 海部IC                                  | 国道193号                                                            |                                         |                                         | 事業中 | 徳島県                                  | 海陽町                                  |
| -                                       | 自専道                                  | 海部野根道路                            | 宍喰IC                                  | 徳島県道301号久尾宍喰浦線                                            |                                         |                                         | 事業中 | 徳島県                                  | 海陽町                                  |
| -                                       | 自専道                                  | 海部野根道路                            | 甲浦IC                                  | 高知県道391号甲浦インター線                                          |                                         |                                         | 事業中 | 高知県                                  | 東洋町                                  |
| -                                       | 自専道                                  | 海部野根道路                            | 野根IC                                  | 徳島県道・高知県道101号船津野根線                                    |                                         |                                         | 事業中 | 高知県                                  | 東洋町                                  |
| -                                       | 一般道 バイパス                         | 野根安倉道路                            | 野根IC交差点                            | 徳島県道・高知県道101号船津野根線                                    |                                         |                                         | 事業中 | 高知県                                  | 東洋町                                  |
| -                                       | 一般道 バイパス                         | 野根安倉道路                            | 安倉交差点                              | 国道493号（現道）                                                    |                                         |                                         | 事業中 | 高知県                                  | 北川村                                  |
| -                                       | 一般道 バイパス                         | 北川道路1工区 （安倉～和田）            | 二又交差点                              | 高知県道12号                                                         |                                         |                                         | 事業中 | 高知県                                  | 北川村                                  |
| -                                       | 一般道 バイパス                         | 北川道路1工区 （安倉～和田）            | 平鍋交差点                              | 国道493号（現道）                                                    |                                         |                                         | 事業中 | 高知県                                  | 北川村                                  |
|                                         | 一般道 バイパス                         | 北川道路1工区 （安倉～和田）            | 小島交差点                              | 国道493号（現道）                                                    |                                         |                                         | 小島地区の一部が一般国道493号小島地すべり災害関連事業として事業化され、2020年12月5日に小島トンネル区間が開通                   | 高知県                                  | 北川村                                  |
| -                                       | 一般道 バイパス                         | 北川道路1工区 （安倉～和田）            | 和田東交差点(仮称)                      | 国道493号（現道）                                                    |                                         |                                         | 事業中 | 高知県                                  | 北川村                                  |
|                                         | 一般道 バイパス                         | 北川道路2-2工区 （和田～柏木）          | 和田交差点                              | 国道493号（現道）                                                    |                                         |                                         | 一般道バイパスとして事業中 全区間4.0kmのうち、和田トンネルを含めた2.7km区間（和田交差点～国道493号交差点）が2025年2月8日に開通 | 高知県                                  | 北川村                                  |
|                                         | 一般道 バイパス                         | 北川道路2-2工区 （和田～柏木）          | 国道493号交差点(仮称)                   | 暫定開通時の交差点であり、全線開通後は通行不可となる                 |                                         |                                         | 一般道バイパスとして事業中 全区間4.0kmのうち、和田トンネルを含めた2.7km区間（和田交差点～国道493号交差点）が2025年2月8日に開通 | 高知県                                  | 北川村                                  |
| -                                       | 一般道 バイパス                         | 北川道路2-2工区 （和田～柏木）          | 柏木IC交差点                            | 国道493号（現道）                                                    |                                         |                                         | 一般道バイパスとして事業中 全区間4.0kmのうち、和田トンネルを含めた2.7km区間（和田交差点～国道493号交差点）が2025年2月8日に開通 | 高知県                                  | 北川村                                  |
|                                         | 自専道                                  | 北川奈半利道路                          | 柏木IC                                  | 国道493号（現道）                                                    |                                         |                                         | 奈半利方面出入口のみのハーフIC（フルIC化を考慮した設計）                                                                       | 高知県                                  | 北川村                                  |
|                                         | 自専道                                  | 北川奈半利道路                          | 野友IC                                  | 国道493号（現道）                                                    |                                         |                                         | | 高知県                                  | 北川村                                  |
|                                         | 自専道                                  | 北川奈半利道路                          | 芝崎IC 奈半利IC(仮称)                   | 国道493号（現道）                                                    |                                         |                                         | 奈半利安芸道路開通に伴い奈半利ICに改称する可能性あり（四国地方小委員会資料に奈半利IC(仮称)との記述あり）                       | 高知県                                  | 奈半利町                                |
| -                                       | 自専道                                  | 奈半利安芸道路                          | 田野IC                                  |                                                                      |                                         |                                         | 高知方面出入口のみのハーフIC 事業中                                                                                            | 高知県                                  | 田野町                                  |
| -                                       | 自専道                                  | 奈半利安芸道路                          | 安田IC                                  |                                                                      |                                         |                                         | 事業中 | 高知県                                  | 安田町                                  |
| -                                       | 自専道                                  | 安芸道路                                | 安芸東IC                                | 高知県道207号大久保伊尾木線                                          |                                         |                                         | 事業中 | 高知県                                  | 安芸市                                  |
| -                                       | 自専道                                  | 安芸道路                                | 安芸中IC                                | 都市計画道路安芸中央インター線（仮称） 高知県道389号安芸中インター線 |                                         |                                         | 事業中 | 高知県                                  | 安芸市                                  |
| -                                       | 自専道                                  | 安芸道路                                | 安芸西IC                                | 国道55号（現道）                                                     |                                         |                                         | 事業中 | 高知県                                  | 安芸市                                  |
| E55 高知東部自動車道 高知方面に接続予定 |                                         |                                         |                                         |                                                                      |                                         |                                         | |                                         |                                         |

## 歴史
- 2003年（平成15年）3月1日 : 北川奈半利道路 柏木IC - 野友IC間 開通。
- 2007年（平成19年）5月12日：日和佐道路 由岐IC - 日和佐出入口間 開通。
- 2010年（平成22年）8月20日 : 北川奈半利道路 野友IC - 芝崎IC間 開通に伴い全線開通。
- 2011年（平成23年）7月16日 : 日和佐道路 小野IC - 由岐IC間 開通に伴い全線開通。
- 2011年（平成23年）度 : 桑野道路 事業化[2]。
- 2012年（平成24年）度 : 福井道路、安芸道路 事業化[3]。
- 2013年（平成25年）度 : 北川道路 2-2工区 事業化[29]。
- 2015年（平成27年）2月28日 : 大山道路 高知県安芸市下山 - 同市河野間 (2.0 km) 開通[30]。
- 2020年（令和2年）12月5日 : 小島トンネル（913 m）開通。北川道路の一部にできる仕様[13]。
- 2021年度（令和3年度） : 北川道路 1工区 事業化[10]。
- 2022年度（令和4年度） : 奈半利安芸道路（安田〜安芸）事業化[31]。
- 2024年度（令和6年度） : 奈半利安芸道路（奈半利〜安田）事業化[32]。
- 2025年（令和7年）2月8日 : 北川道路（2-2工区）の和田トンネル (2,230 m) を含む区間（和田交差点 - 国道493号交差点、2.7 km）が開通する[16]。

### 開通予定年度
- 未定：阿南IC - 桑野IC
- 未定：桑野IC - 小野IC
- 未定：海部IC - 野根IC
- 未定：野根IC -
- 未定：奈半利IC - 安芸東IC
- 未定：安芸東IC - 安芸西IC

## 命の道
防災面の効果が注目されており、台風や異常気象、特に南海地震対策における遠方との避難路・物資輸送路の役割を果たせることが地域で特に期待されていて、沿線両県では毎年「四国の道を考える会」や「未知フォーラム」等の集会が開催され根強い要望が続けられている。尚、南海地震対策を共通課題とする三重県、和歌山県、徳島県、高知県の4県は協調し近畿自動車道紀勢線、四国横断自動車道、阿南安芸自動車道、高知東部自動車道を「命の道」と称して早急な整備を訴えている。
また救命救急でも注目され、特に徳島県南部では産科医などの医師不足が問題化している中、2007年の日和佐道路の開通以後、海部消防組合では美波町日和佐地域以南から3次救急医療施設のある阿南市や小松島市への救急車搬送で利用されている。徳島赤十字病院まで従来50分だった搬送時間が40分に短縮され、患者への負担が軽減したとし、さらなる広域的利便性から全線開通を求める声が高まっている。
なお、「命の道」という表現は徳島県が最初に考案した表現であるとしている。

## 徳島県西部と県南部の地域格差
徳島県西部は徳島自動車道が整備されているが、県南部は主要幹線道路が一般国道である国道55号のみとなっているため、地域格差が懸念されている。
- 県西部では第3次医療施設への搬送時間が30分圏を達成しているものの、県南部の美波町以南では1時間以上、さらに県境付近では1時間40分の搬送時間を要する。
- 阪神地域等の大消費地との所要時間差も顕著となっており、大阪市からの所要時間は、県西部では最遠ICの井川池田ICまでは3時間かかる一方で、県南部では最遠地の海陽町までは4時間20分を要する[35]。

## 室戸市ルートについて
初期の四国高速道路網整備計画では、阿南安芸自動車道は室戸市を経由する路線となっていた。しかし室戸経由のルートでは距離が長くなることや並行路線の国道55号がある程度整備されていたことから費用対効果が得られないとして、高知東部自動車道のうち南国〜安芸間と阿南安芸自動車道を廃案とする通知が高知県に届いた。これに対し室戸市ではあくまで室戸経由での整備を求める声が多かったものの、県による交渉の結果、奈半利町から室戸を経由せず、北川村・東洋町を経由して阿南市へ抜ける短絡ルートに整備計画を変更することで合意に至った。この地域の国道55号、国道493号はともに災害事前通行規制区間が存在する。
この結果、室戸市では鉄道（阿佐線。営業区間は土佐くろしお鉄道阿佐線および阿佐海岸鉄道阿佐東線）に続いて高速道路の整備も断念されることとなった。
その後、国土交通省四国地方整備局によって令和3年度に策定された「新広域道路交通計画」には、奈半利町から室戸市中心部までを結ぶ「奈半利室戸道路」が高規格道路の構想路線として新たに位置付けられた。